# Stelis triangularis
Stelis triangularis är en orkidéart som beskrevs av João Barbosa Rodrigues. Stelis triangularis ingår i släktet Stelis och familjen orkidéer. Inga underarter finns listade i Catalogue of Life.